# فاوستو جريلو
فاوستو جريلو (بالبرتغالية: Fausto Grillo‏) (20 فبراير 1993 بباريلوتشي في الأرجنتين - ) هو لاعب كرة قدم برازيلي في مركز الدفاع. لعب مع فيليز سارسفيلد.

## وصلات خارجية
- فاوستو جريلو على موقع اتحاد تركيا (لاعب) (الإنجليزية)
- فاوستو جريلو على موقع قاعدة بيانات كرة القدم.إي يو (الإنجليزية)
- فاوستو جريلو على موقع Soccerway.com (الإنجليزية)
- فاوستو جريلو على موقع عالم كرة القدم.نت (الإنجليزية)